# Зоипп
Зоипп (III век до н. э.) — сиракузский политический деятель, муж Гераклеи, дочери царя Гиерона II.
После смерти тестя в 215 году до н. э. Зоипп вошёл в состав опекунского совета при племяннике, царе Гиерониме. Когда этот совет был разогнан, Зоипп остался одним из трёх царских советников — наряду со своим свояком Адранодором и Фрасоном. Он и Адранодор были сторонниками союза с Карфагеном в шедшей в это время Второй Пунической войне. Вскоре Зоипп был отправлен послом в Египет. В его отсутствие олигархи проримской ориентации организовали убийство царя, а потом и всех членов царской семьи, включая Гераклею и обеих дочерей Зоиппа (214 год до н. э.). Последний стал добровольным изгнанником. Известно, что в Сиракузы он не вернулся.